# Magnetisk kulle

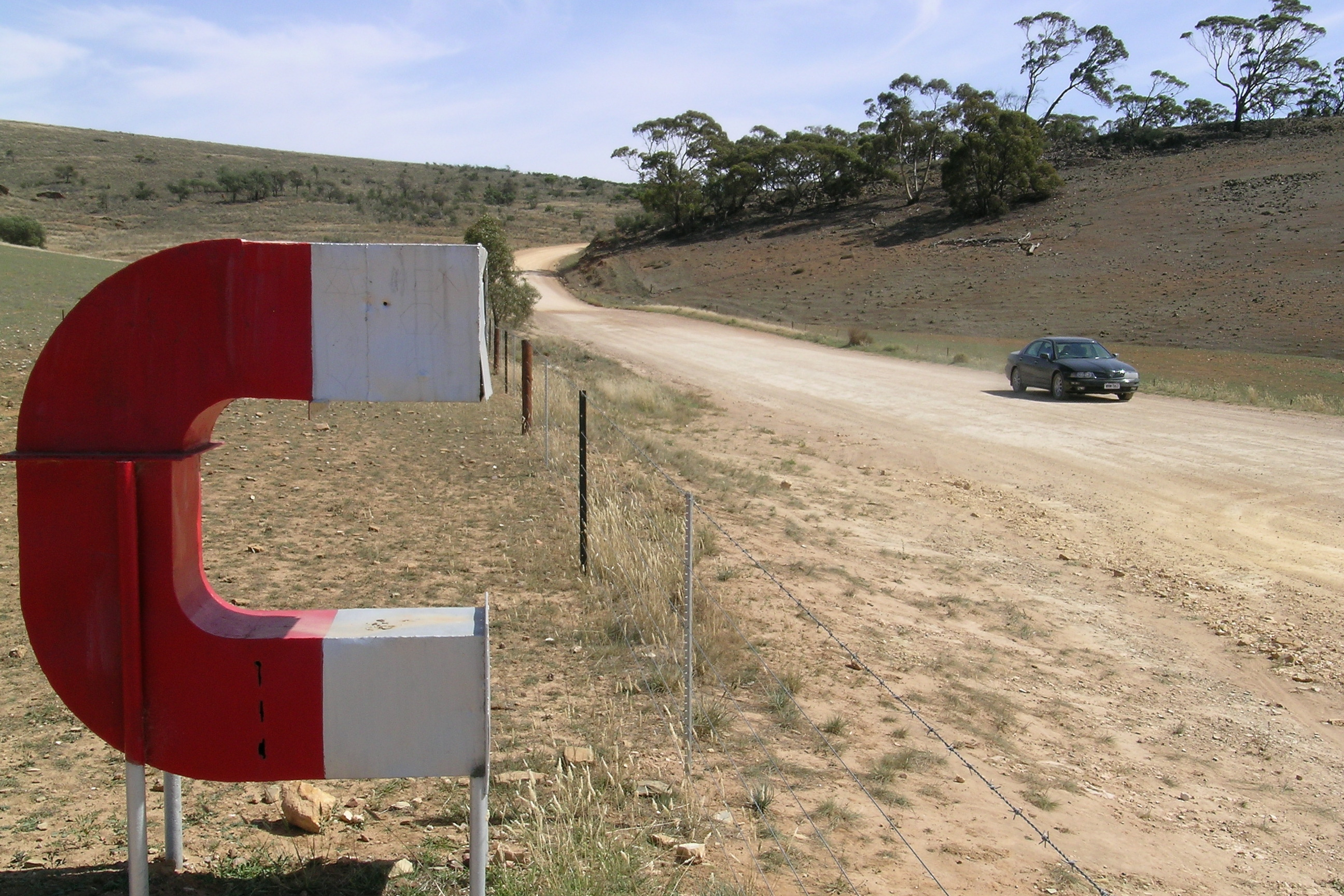
Magnetisk kulle i Orroroo, South Australia

En magnetisk kulle, (eng: gravity hill eller magnetic hill), är en plats där det omgivande landskapets form skapar en optisk illusion, där en svag nedförsbacke istället ser ut att vara en uppförsbacke. Vid bilkörning kan därför det upplevas som att bilen "dras" uppför backen istället för att rulla nedför. Det finns ett stort antal av platser där denna motsägelse kan upplevas. En variant kan också vara att uppleva en specifik lutning i landskapet tills en vattenreferens upptäcks, till exempel i form av en parallellt flytande flod, som då kan se ut att rinna uppåt. I Sverige finns en magnetisk kulle på Nipfjället, Idre ("Trollvägen").

## Förklaring
Backen vid en magnetisk kulle är en optisk illusion, även om ibland annan information vid platserna kan hävda att det finns andra naturliga (eller även övernaturliga) krafter med i spelet. Den viktigaste faktorn i sammanhanget är frånvaron av en tydlig horisontlinje; utan den referens som en horisont innebär, är det svårare att bedöma det vågräta planet. Objekt som normalt antas vara relativt vinkelräta kan istället luta, vilket kan ge en missvisande visuell vinkelreferens.
Några av dessa platser har fått namn som Haunted Hill, Magnetic hill, eller Anti-gravity Hill, som antyder att det skulle vara mystiska platser där normala naturlagar har blivit satta ur spel på genom till exempel variationer i gravitationen eller onormal magnetism. Vårt balanssinne påverkas normalt starkt av det visuella intrycket och ett enkelt sätt att påvisa det är att stå på ett ben och blunda. Med tanke på detta faktum är det lättare att förstå illusionens kraft, när det visuella intrycket antyder en annan vinkel som referens än den relativt svaga lodräta vinkel som vår kropps eget balanssinne kan uppfatta.